# Син жасмин
</ref>
| предишна_част      = 
| следваща_част      = 
| код-IMDB           = 2334873
| уебсайт            = 
}}
„Син жасмин“ (на английски: Blue Jasmine) е американска филмова драма от 2013 на режисьора Уди Алън. Филмът е пуснат по кината на 26 юли 2013 г. в Ню Йорк и Лос Анджелис. Получава награди от критиците (особено за играта на Кейт Бланшет), които съотнасят филма с пиесата на Тенеси Уилямс „Трамвай Желание“. С бюджет от 18 милиона долара филмът печели 95 милиона долара и се превръща в касов. Бланшет печели „Оскар“ за главна женска роля, а филмът получава и още две номинации – за поддържаща женска роля (Сали Хокинс) и за оригинален сценарий на Уди Алън.

## Сюжет
Филмът разказва историята на Жасмин (Кейт Бланшет), жена на средна възраст и богата манхатанска съпруга на инвестициония банкер Хал (Алек Болдуин). Тя се премества в Сан Франциско, за да избяга от несполучливия си брак с нечестния брокер от Уолстрийт. На Западния бряг тя се настанява в скромен апартамент и заживява със своята сестра – бохемката Джинджър, с надеждата да даде свеж старт на живота си. Тя вярва, че смяната на крайбрежието, класата и социалния статус ще ѝ помогнат да се откъсне от миналото и да се върне отново към себе си.

## В ролите
| Изпълнител      | Роля                               |
| --------------- | ---------------------------------- |
| Кейт Бланшет    | Жанет „Жасмин“ Франсис             |
| Алек Болдуин    | Хал Франсис                        |
| Сали Хокинс     | Джинджър, сестрата на Жанет        |
| Луйс Си Кей     | Ал, приятеля на Джинджър           |
| Андрю Дайс Клей | Оги, бившия съпруг на Джинджър     |
| Боби Канавале   | Чили, годеника на Джинджър         |
| Питър Сарсгард  | Дуайт Уестлейк, годеника на Жасмин |
| Майкъл Щулбарг  | д-р Фликър, зъболекарят            |

## Награди и номинации
| Категория                              | Номиниран(и)           | Резултат               |
| Оскар (2 март 2014 г.)                 | Оскар (2 март 2014 г.) | Оскар (2 март 2014 г.) |
| -------------------------------------- | ---------------------- | ---------------------- |
| Най-добра женска роля                  | Кейт Бланшет           | награда                |
| Най-добър оригинален сценарий          | Уди Алън               | номинация              |
| Най-добра поддържаща женска роля       | Сали Хокинс            | номинация              |
| Награда на БАФТА (16 февруари 2014 г.) |                        |                        |
| Най-добра актриса в главна роля        | Кейт Бланшет           | награда                |
| Най-добър оригинален сценарий          | Уди Алън               | номинация              |
| Най-добра актриса в поддържаща роля    | Сали Хокинс            | номинация              |
| Златен глобус (12 януари 2014 г.)      |                        |                        |
| Най-добра актриса в драматичен филм    | Кейт Бланшет           | награда                |
| Най-добра актриса в поддържаща роля    | Сали Хокинс            | номинация              |
| Сателит (23 февруари 2014 г.)          |                        |                        |
| Най-добра актриса                      | Кейт Бланшет           | награда                |
| Най-добър филм                         | Най-добър филм         | номинация              |
| Най-добър режисьор                     | Уди Алън               | номинация              |
| Най-добър оригинален сценарий          | Уди Алън               | номинация              |
| Най-добра актриса в поддържаща роля    | Сали Хокинс            | номинация              |
| Емпайър (30 март 2014 г.)              |                        |                        |
| Най-добра актриса в поддържаща роля    | Сали Хокинс            | награда                |
| Най-добра актриса                      | Кейт Бланшет           | номинация              |